# Hobsonia florida
Hobsonia florida is een borstelworm uit de familie Ampharetidae. Het lichaam van de worm bestaat uit een kop, een cilindrisch, gesegmenteerd lichaam en een staartstukje. De kop bestaat uit een prostomium (gedeelte voor de mondopening) en een peristomium (gedeelte rond de mond) en draagt gepaarde aanhangsels (palpen, antennen en cirri).

## Verspreiding
Hobsonia florida is een kleine, kokerbewonende borstelworm die in 1951 voor het eerst wetenschappelijk door Hartman werd beschreven vanaf de Golfkust van Florida. Het oorspronkelijke verspreidingsgebied strekt zich uit van Maine tot Texas langs de oostkust van Noord-Amerika. Er is melding gemaakt van een populatie uit Venezuela, maar de herkomststatus is onbekend of cryptogeen. De soort werd geïntroduceerd aan de westkust, van Oregon tot Brits-Columbia. Het is kenmerkend voor brakke omstandigheden in estuaria en is te vinden in slikken, getijdenpoelen, getijdenvijvers, kwelders en zeegrasvelden. Het kan een breed scala aan temperatuur en zoutgehalte verdragen.